# Вагабзаде, Бахтияр Махмуд оглы
Бахтияр Махмуд оглы Вагабзаде (азерб.  Bəxtiyar Mahmud oğlu Vahabzadə; 16 августа 1925 года — 13 февраля 2009 года) — Народный поэт (1984) и Заслуженный деятель искусств (1974) Азербайджанской ССР, деятель азербайджанского национально-освободительного движения, доктор филологических наук, профессор, действительный член Национальной академии наук Азербайджана.

## Биография
Родился 16 августа 1925 года в городе Шеки Азербайджана.
В возрасте 9 лет, будущий поэт переехал в столичный город Баку, где впоследствии, в 1947 году, окончил филологический факультет Бакинского государственного университета.
В 1945 году он стал членом Союза писателей Азербайджана и наравне с творчеством более 40 лет преподавал в Бакинском государственном университете.
С 1950 г. до 1990 г. работал педагогом, доцентом и профессором в Бакинском государственном университете (БГУ).
В 1964 году он получил звание доктора филологических наук со своей монографией «Жизнь и творчество Самеда Вургуна».
В 1980 году стал членом-корреспондентом Академии наук Азербайджана.
В 1995 году поэт был награждён орденом «Истиглал» за заслуги в национально-освободительном движении.
Известный поэт скончался 13 февраля 2009 года в Баку и был похоронен 14 февраля на Аллее Почётного Захоронения. Церемонию прощания посетили Президент Азербайджана Ильхам Алиев, премьер-министр Азербайджана Артур Расизаде, депутат Милли меджлиса, известная писательница Эльмира Ахундова, народная артистка СССР Зейнаб Ханларова, посол Турции в Азербайджане Хулуси Кылыдж и другие.
Премьер-министр Турции Реджеп Тайип Эрдоган также выразил сожаление о кончине Бахтияра Вагабзаде и заявил, что его смерть — большая утрата для всего тюркского мира и его литературы.
21 февраля 2018 года в Баку скончалась супруга поэта Дилара Вагабзаде.

## Творчество
Его произведения — лирические стихи, драмы и публикации — переведены на многие языки мира. Творческий путь поэта начался со времен Великой Отечественной войны.
Более 70 стихотворных сборников и 20 поэм, 2 монографии, 11 научных работ и сотни статей принесли народному поэту почёт и уважение. Автор книг «Свет в глубокие пласты», «Художник и время», «Величие в простоте», «Время и я», «Тепло родного очага» и других. На его произведения ставились спектакли в театрах, снимались фильмы. Пять раз он избирался депутатом в Верховный совет народных депутатов республики, а затем был депутатом Милли Меджлиса (1995—2000).
Впервые написал кандидатскую и докторскую диссертации, посвященные творческому пути С. Вургуна. На эту тему издал различные монографии. В этих работах на основе научных фактов раскрыта связь современной литературы с традициями классической азербайджанской литературы, новизна, внесённая Самедом Вургуном на развитие литературы в Азербайджане. Один из авторов двухтомника «История Азербайджанской литературы».
В 60-е годы XX века азербайджанская литература смогла отдалиться от коммунистической идеологии, и в произведениях литературных деятелей стал проявляться национальный дух, хотя все же эти произведения были далеки от политики. И только поэт Бахтияр Вагабзаде смог выпустить диссидентское произведение, отражавшее судьбу азербайджанского народа, земли которого были разделены между Россией и Ираном в начале XIX в. на Северный и Южный Азербайджан — поэму «Гюлюстан» (1959). За эту поэму Б. Вагабзаде подвергся преследованиям со стороны советских властей и в 1962 году поэт был уволен из Азербайджанского Государственного Университета, будучи обвинённым в яром «национализме». Он был восстановлен в должности лишь спустя два года.
Бахтияр Вагабзаде — доктор филологических наук, профессор, действительный член АН Азербайджана, народный поэт Азербайджана, лауреат Государственной премии СССР, награждён высокой государственной наградой — орденом «Независимости».
Автор сборников стихов и поэм:
- «Раздумья» (1959), «Высота»
- «Чувствую вращение земли» (1964)
- «Не хочу покоя» (1970)
- «Мугам» (1982)
- «Мы на одном корабле» (1983, Государственная премия СССР в 1984).

Другие известные произведения включают:
- Мои друзья (Mənim dostlarım, 1949)
- Весна (Bahar, 1950)
- Песня о дружбе (Dostluq nəğməsi, 1953)
- Вечный памятник (Ədəbi heykəl, 1954)
- Чинар (Çinar, 1956)
- Скромные люди (Sadə adamlar, 1956)
- Джейран (Ceyran, 1957)
- Лунная ночь (Aylı gecə, 1958)
- Библиотека поэта (Library of a Poet, 1961)
- Признание (Etiraf; Şəbi hicran, 1962)
- Человек и время (İnsan və zaman, 1964)
- Избранные произведения (Seçilmiş əsərləri, 1967)[8]
- Корни и ветви (Köklər-budaqlar, 1968)
- Море-побережье (Dəniz-sahil, 1969)
- 14 16 (Fourteen sixteen, 1970)
- На крыше (On the Roof, 1974)
- Избранные произведения, двухтомник (Seçilmiş əsərləri, 2 cilddə, 1975)
- Одиночество в возвышении (Tranquility in Eminence, 1998)
- Моя странная (My Strange, 2002).

## Увековечивание
В Баку в 2011 году именем Бахтияра Вагабзаде названа улица (бывшая Ф.Агаева) около БГУ.
1 сентября 2018 года открылся Дом-музей в соответствии с распоряжением Президента Азербайджана Ильхама Алиева от 27 октября 2015 года о создании в Шеки Дома-музея Бахтияра Вагабзаде и установлении мемориальной доски на здании, где он проживал. Также его именем названа улица в Белграде.

Памятник Бахтияру Вагабзаде в Шеки
Могила Бахтияра Вагабзаде на Аллее почётного захоронения, Баку

## Награды и премии
- Орден «Независимость» (15 апреля 1995) — за особые заслуги в борьбе за национальную свободу азербайджанского народа[10]
- Орден Октябрьской Революции (16 ноября 1984)
- Орден Трудового Красного Знамени (20 августа 1975)
- Командор Национального ордена «За заслуги» (21 декабря 2001, Румыния) — за личный вклад в утверждение национальных и универсальных культурных ценностей, за продвижение румынской литературы и культуры в Азербайджанской Республике, а также за роль в развитии азербайджано-румынских дружеских отношений[11]
- Медаль «За трудовое отличие» (9 июня 1959) — за выдающиеся заслуги в развитии азербайджанского искусства и литературы и в связи с декадой азербайджанского искусства и литературы в гор. Москве[12]
- Медаль «Ветеран труда»
- Народный поэт Азербайджанской Республики (26 ноября 1984)
- Заслуженный деятель искусств Азербайджанской ССР (13 сентября 1974)
- Государственная премия СССР (1 ноября 1984)
- Государственная премия Азербайджанской ССР (27 апреля 1976)
- Персональная стипендия Президента Азербайджанской Республики (11 июня 2002)[13]